# Karl Vilhelm Ferdinand af Braunschweig-Wolfenbüttel
Karl Vilhelm Ferdinand, Hertug af Braunschweig-Lüneburg, Fyrste af Braunschweig-Wolfenbüttel (født 9. oktober 1735, død 10. november 1806) var en tysk fyrste og preussisk generalfeltmarskal, der førte den preussisk-østrigske hær i Frankrig under Revolutionskrigene i 1792.
Han var søn af Karl 1. af Braunschweig-Wolfenbüttel og Philippine Charlotte af Preussen søster til Frederik den Store. Han var gift med Augusta af Storbritannien, søster til Kong Georg 3. af Storbritannien.